# Drax Group
Drax Group plc (LSE: DRX) è una compagnia britannica di energia elettrica.
La principale società controllata è la Drax Power Limited, proprietaria della Drax power station vicino a Selby nel North Yorkshire, la più grande centrale a carbone in Europa, che fornisce circa il 7% dell'energia elettrica nel Regno Unito. La compagnia fa parte del FTSE 100.